# Banca del Canada
La Banca del Canada (in inglese Bank of Canada, in francese Banque du Canada) è la banca centrale del Canada. La valuta della banca è il dollaro canadese.
Istituita nel 1934 ai sensi del Bank of Canada Act, è responsabile della formulazione della politica monetaria del Canada, e della promozione di un sistema finanziario sicuro e solido all'interno del Canada. La Banca del Canada è l'unica autorità di emissione delle banconote canadesi, fornisce servizi bancari e gestione del denaro per il governo e presta denaro alle istituzioni finanziarie canadesi. Il contratto per la produzione delle banconote è stato detenuto dalla Canadian Bank Note Company dal 1935.
La sede centrale della Banca del Canada si trova presso il Bank of Canada Building, 234 Wellington Street a Ottawa, Ontario. L'edificio ospitava anche il Museo della Banca del Canada, inaugurato nel dicembre 1980 e chiuso nel 2013. A partire da luglio 2017, il museo si trova ora al 30 di Bank Street, Ottawa, Ontario, ma è collegato agli edifici principali attraverso le sale riunioni sotterranee della Bank of Canada.

## Storia
Prima della creazione della Banca del Canada, la Banca di Montreal, allora la più grande banca della nazione, agiva come banchiere del governo e il Dipartimento federale delle finanze era responsabile della stampa delle banconote del governo canadese.
Nel 1933, il primo ministro R.B. Bennett istituì la Royal Commission on Banking and Currency e riportò le sue raccomandazioni politiche a favore dell'istituzione di una banca centrale per il Canada. I membri della Royal Commission erano il giurista scozzese Lord Macmillan, il direttore della Banca d'Inghilterra Sir Charles Addis, l'ex ministro delle finanze canadese William Thomas White, il direttore generale della Banque Canadienne de Montréal Beaudry Leman e il premier dell'Alberta John Edward Brownlee. Una delle motivazioni di Bennett era quella di ridurre la dipendenza del Canada dalle banche americane con sede a New York, che riteneva avessero un'influenza dominante sul valore del dollaro canadese.
La banca fu istituita dal Bank of Canada Act il 3 luglio 1934, come società privata, una iniziativa per garantire che la banca fosse libera da influenze politiche di parte. Lo scopo della banca era stabilito nel preambolo della legge: "Regolare il credito e la valuta nel migliore interesse della vita economica della nazione, controllare e proteggere il valore esterno dell'unità monetaria nazionale e mitigare con la sua influenza le fluttuazioni del livello generale di produzione, commercio, prezzi e occupazione, per quanto possibile nell'ambito dell'azione monetaria, e in generale per promuovere il benessere economico e finanziario del Dominion". Con l'eccezione della parola "Canada" che sostituisce "il Dominion", la formulazione odierna è identica alla legislazione del 1934. L'11 marzo 1935, la Banca del Canada iniziò le operazioni, a seguito della concessione dell'assenso reale al Bank of Canada Act.
Nel 1938, mentre William Lyon Mackenzie King era primo ministro, la banca fu legalmente designata come società federale della Corona. Il ministro delle finanze detiene l'intero capitale sociale emesso dalla banca. Non sono state apportate modifiche allo scopo della banca. 
Il governo nominò un consiglio di amministrazione per gestire la banca, sotto la guida di un governatore. Ogni direttore ha prestato giuramento di "fedeltà e segretezza" prima di assumere l'incarico.
Nel 1944, la Bank of Canada divenne l'unico emittente di banconote a corso legale in Canada.
Durante la seconda guerra mondiale, la Banca del Canada gestiva il Foreign Exchange Control Board e il War Finance Committee, che raccoglieva fondi attraverso i Victory Bonds. Dopo la guerra, il ruolo della banca fu ampliato in quanto aveva il mandato di incoraggiare la crescita economica in Canada. Una legge del Parlamento nel settembre 1944 istituì la sussidiaria Business Development Bank of Canada (BDC) per stimolare gli investimenti nelle imprese canadesi. La politica monetaria della banca centrale del primo ministro John Diefenbaker era diretta ad aumentare l'offerta di moneta per generare bassi tassi di interesse e incentivare la piena occupazione. Quando l'inflazione iniziò a salire nei primi anni '60, l'allora governatore James Coyne ordinò una riduzione dell'offerta di moneta canadese.
Dagli anni '80, la priorità principale della Banca del Canada è stata quella di mantenere bassa l'inflazione. Come parte di tale strategia, i tassi di interesse sono stati mantenuti a un livello basso per quasi sette anni negli anni '90.
Dopo la recessione del 2008, la Banca centrale del Canada ha abbassato i tassi di interesse per stimolare l'economia, ma non ha praticato il quantitative easing, poiché temeva che un drammatico aumento dell'offerta di moneta avrebbe portato all'iperinflazione.
Tra il 2013 e l'inizio del 2017, la Banca del Canada ha temporaneamente trasferito i suoi uffici al 234 di Laurier Avenue West a Ottawa per consentire importanti lavori di ristrutturazione dell'edificio della sede centrale.
A metà del 2017, l'inflazione è rimasta al di sotto dell'obiettivo del 2% della banca (all'1,6%), principalmente a causa delle riduzioni del costo dell'energia, dei generi alimentari e delle automobili; Inoltre, l'economia era in continua corsa con una crescita del PIL prevista del 2,8% entro la fine dell'anno. Il 12 luglio 2017, la banca ha rilasciato una dichiarazione secondo cui il tasso di riferimento sarebbe stato aumentato allo 0,75%. "L'economia può gestire molto bene questa mossa che abbiamo oggi e, naturalmente, è necessario premettere che i tassi di interesse sono ancora molto bassi", ha detto successivamente il governatore Stephen Poloz. Nel suo comunicato stampa, la banca aveva confermato che il tasso avrebbe continuato a essere valutato almeno in parte sulla base dell'inflazione. "I futuri aggiustamenti dell'obiettivo per il tasso overnight saranno guidati dai dati in arrivo in quanto informano le prospettive di inflazione della banca, tenendo presente la continua incertezza e le vulnerabilità del sistema finanziario". Poloz si rifiutò di speculare sul futuro dell'economia, ma disse: "Non dubito che i tassi di interesse saliranno, ma non c'è un percorso predeterminato in mente in questa fase".
Alla fine del 2018, la Banca del Canada aveva aumentato i tassi fino all'1,75% da un minimo dello 0,5% nel maggio 2017 in risposta alla robusta crescita economica. I tassi sono rimasti all'1,75% per tutta la durata del 2019.
Nel marzo 2020 i tassi di interesse sono stati rapidamente abbassati allo 0,25% in risposta alle condizioni economiche causate dalla pandemia di COVID-19. Inoltre, la Banca del Canada ha intrapreso la controversa pratica del quantitative easing, in base alla quale la Banca centrale aumenta l'offerta di moneta per creare fondi per la spesa pubblica. L'improvviso aumento dell'offerta di moneta ha contribuito a far raggiungere il tasso di inflazione canadese al 4,8%, il più alto in oltre 30 anni. A ottobre 2021 la Banca centrale ha interrotto la pratica del quantitative easing e ha accelerato la tempistica di aumento dei tassi di interesse ai livelli pre-pandemia. 
Nel marzo 2022, la Banca del Canada ha aumentato il suo tasso di interesse di riferimento per la prima volta in oltre tre anni, sostenendo che i futuri aumenti dei tassi sono necessari per combattere le pressioni inflazionistiche che dovrebbero peggiorare a causa dell'invasione russa dell'Ucraina. La banca centrale canadese ha aumentato il suo obiettivo di tasso overnight di un quarto di punto percentuale, portandolo allo 0,50%. Dopo la Banca d'Inghilterra, la Banca del Canada è la seconda banca centrale del Gruppo dei Sette ad aumentare i tassi dall'inizio dell'epidemia. 
Il 29 novembre 2022, la Bank of Canada ha riportato i suoi utili trimestrali per il terzo trimestre finanziario di quell'anno. Ha registrato una perdita di 522 milioni di dollari canadesi. Questa è stata la prima volta nella sua storia che ha riportato una perdita. Questa perdita è stata riportata per la prima volta in un editoriale del 12 settembre 2022 sul Toronto Star. L'editoriale ha incolpato la politica di quantitative easing di emergenza adottata dalla banca in seguito alla pandemia di Covid-19. La banca ha risposto all'editoriale dicendo che si aspetta di restituire una perdita poiché "gli interessi passivi della banca stanno crescendo a causa degli aumenti del tasso di interesse che paghiamo sui depositi".